# Srefidensi Open
De Raj Narain Srefidensi Open, tot en met 2013 Srefidensi Open en internationaal ook wel Independece Open, was een kampioenschap dammen in Suriname.
Het kampioenschap werd gespeeld over een periode van een kleine twee weken rondom Srefidensi Dey (Surinaamse onafhankelijkheidsdag) op 25 november. Het was een open kampioenschap met een deelnemersveld uit binnen- en buitenland. Tijdens het toernooi wordt het Zwitsers systeem gehanteerd.
Het kampioenschap werd sinds 2014 vernoemd naar de oud-voorzitter van de Surinaamse Dambond, Raj Narain. Dit was onder protest van onder meer Guno Burleson, omdat de oud-voorzitter het dammen tijdens zijn bestuur zou hebben geschaad. De bond koos niettemin voor de toevoeging van Rai Narain omdat hij een groot sponsorbedrag ter beschikking stelde voor de kosten van het toernooi.

## Uitslagen
| Jaar | Goud                     | Zilver            | Brons           |
| ---- | ------------------------ | ----------------- | --------------- |
| 2008 | Andrew Tjon A Ong        | John Sadiek       | Guno Burleson   |
| 2009 | Rinaldo Kemnaad          | Andrew Tjon A Ong | Feroz Amirkhan  |
| 2010 | Gaetano Nahar            | Guno Burleson     | William Orie    |
| 2011 | Guno Burleson            | John Sadiek       | Rinaldo Kemnaad |
| 2012 | Gerson Bendt             | Rinaldo Kemnaad   | Guno Burleson   |
| 2013 | John Sadiek              | Niaaz Salarbaks   | Arief Salarbaks |
| 2014 | John Schmeltz            | Jerry Sadiek      | John Sadiek     |
| 2015 | Guno Burleson            | Winston Fleur     | Gerson Bendt    |
| 2017 | Harrypersad Laldjietsing | Guno Burleson     | Arief Salarbaks |